# Kidepo
Kidepo är ett vattendrag i Sydsudan, på gränsen till Uganda. Det ligger i den sydöstra delen av landet, 170 kilometer öster om huvudstaden Juba.
Trakten runt Kidepo består i huvudsak av gräsmarker. Runt Kidepo är det mycket glesbefolkat, med 6 invånare per kvadratkilometer.